# Kurt Rambis
Darrell Kurt Rambis (nascido em 25 de fevereiro de 1958) é um greco-americano ex-jogador de basquete que atualmente trabalha como conselheiro sênior do Los Angeles Lakers da National Basketball Association (NBA).
Como jogador, ele ganhou quatro títulos da NBA. Rambis era um membro chave da Era Showtime Lakers e foi extremamente popular por jogar de óculos de aro preto.
Rambis tornou-se treinador e serviu como treinador principal dos Lakers, Minnesota Timberwolves e Knicks. Ele também ganhou dois títulos da liga como um assistente técnico dos Lakers.

## Biografia
Rambis nasceu em Terre Haute, Indiana mas sua família mudou-se para Cupertino, Califórnia, em seus anos pré-escolares; seu número é aposentado na escola secundária de Cupertino.
Ele se formou na Universidade de Santa Clara, onde jogou de 1976 a 1980, tornando-se o segundo maior reboteiro e o maior artilheiro de todos os tempos com 1.736 pontos. Durante seus anos em Santa Clara, ele foi premiado com o Prêmio de Melhor Jogador do Ano da WCC e da Conferência. Sua camisa #34 foi aposentada em 29 de dezembro de 2008.

## Carreira como jogador
Rambis foi selecionado pelo New York Knicks como a 58ª escolha geral do Draft de 1980, mas ele foi posteriormente dispensado pelos Knicks. Ele foi para a Liga Grega jogar pelo AEK Athens, usando o nome de Kyriakos Rambidis. Sendo de ascendência grega, ele também adquiriu a cidadania grega. O AEK venceu a Copa da Grécia em 1981.
Ele foi re-contratado pelos Knicks em 1981, mas nunca jogou um jogo. Seu sucesso como jogador da NBA começou quando ele assinou como agente livre pelo Los Angeles Lakers em 1981. Rambis passou a maior parte de suas 14 temporadas na NBA com os Lakers, vencendo os títulos da NBA de 1982, 1985, 1987 e 1988 como do Showtime.
Rambis era um dos favoritos entre os fãs dos Lakers por causa de seu status como um jogador que se doava a equipe. Conhecido por suas habilidades defensivas, ele foi lembrado em Los Angeles por seu esforço e disposição para fazer o "trabalho sujo" que muitos jogadores não fariam. Rambis geralmente usava um bigode espesso e óculos pretos de aros grossos, o que levou o locutor dos Lakers, Chick Hearn, a apelidá-lo de "Super-homem" (em referência ao alter ego do personagem, Clark Kent).
Rambis também jogou pelo Charlotte Hornets, Phoenix Suns e Sacramento Kings antes de retornar ao Lakers em 1993. Rambis se aposentou como jogador no Lakers em 1995.

## Carreira como treinador

### Los Angeles Lakers (1994-2009)
Rambis começou a trabalhar como assistente técnico dos Lakers em 1994, mas acabou retornando ao elenco de jogadores. Ele foi dispensado no início da temporada de 1995-96 e retomou seu papel como assistente.
Ele serviu como treinador do Lakers durante a Temporada de 1998–99, depois que o técnico Del Harris foi demitido. Ele alcançou sucesso moderado, registrando um recorde de 24-13 na temporada regular, antes de ser derrotado pelo San Antonio Spurs nas semifinais da Conferência Oeste de 1999.
Quando Phil Jackson foi contratado como treinador principal, Rambis serviu como assistente do gerente geral. Mais tarde, ele se tornou um assistente técnico de Jackson entre 2001 e 2004, ajudando os Lakers a chegarem às finais da NBA de 2002 e 2004, com Los Angeles ganhando um título.
Ele foi contratado novamente como assistente em 2005, junto com o ex-jogador Brian Shaw, ajudando os Lakers a chegar a mais um par de finais em 2008 e 2009. Os Lakers venceram na última tentativa.

### Minnesota Timberwolves (2009–2011)
Em 2007, Rambis teve uma entrevista para o cargo de treinador principal do Sacramento Kings. Em 2009, ele foi entrevistado novamente para o cargo e depois de sérias discussões, lhe foi oferecido o trabalho, mas ele queria mais do que um contrato de dois anos e mais dinheiro do que foi oferecido, então ele recusou o contrato.
Em 8 de agosto de 2009, Rambis foi anunciado como o novo treinador do Minnesota Timberwolves, concordando com um contrato que seria de 4 anos e que custaria 8 milhões de dólares. Rambis sucedeu Kevin McHale, famoso por derrubá-lo no Jogo 4 das Finais da NBA de 1984.
Em 12 de julho de 2011, Rambis foi demitido do cargo depois de ter acumulado um recorde de 32-132 em duas temporadas com a equipe.

### Retorno ao Los Angeles Lakers (2013–2014)
Em 29 de julho de 2013, os Lakers anunciaram que havia re-contratado Rambis como assistente técnico.

### New York Knicks (2014-2018)
Em 7 de julho de 2014, os Knicks anunciaram que contrataram Rambis para ser o assistente técnico da equipe sob o comando do técnico Derek Fisher.
Em 8 de fevereiro de 2016, Rambis foi nomeado treinador interino depois que Fisher foi demitido. Depois de ter um recorde de 9-19 e terminando a temporada com um recorde de 32-50 no geral, os Knicks decidiram contratar Jeff Hornacek como novo treinador da equipe, enquanto Rambis foi contratado como treinador associado.
Em 12 de abril de 2018, Rambis foi demitido juntamente com Hornacek, que teve um recorde de 60-104 em duas temporadas com o Knicks.

### Los Angeles Lakers (2018-Presente)
Em setembro de 2018, Rambis voltou ao Lakers como conselheiro sênior de basquete.

## Fora do basquete
Rambis também teve um papel recorrente como Coach Cleary no drama familiar "7th Heaven". Ele também participou do episódio 13 da primeira temporada de "Sweet Valley High" no episódio "Club X" e fez uma aparição especial na 8ª temporada do seriado "Married... with Children".
Rambis também é mencionado nas músicas "Blao!" pelo rapper Hot Karl, "Mayor", do Pac Div, e "Kurt Rambis", do Sean Price. Em "Blao!", A letra diz: "Estou usando os óculos que Kurt Rambis usava para esportes". A música foi apresentada no NBA Live 2003. Em "Mayor", a letra diz: "seu garoto trabalha como Rambis para os Lakers". "Kurt Rambis" de Sean Price, intitula-se depois dele e menciona-o brevemente nas faixas.

## Estatísticas

### Como jogador
| Temporada | Time | PJ | MPJ  | AP   | 3P   | LL  | RT  | AS  | BR  | TO  | PPJ  |
| --------- | ---- | -- | ---- | ---- | ---- | --- | --- | --- | --- | --- | ---- |
| 1981-82   | LAL  | 64 | 17.7 | .518 | .000 | 0.9 | 5.4 | 0.9 | 0.9 | 1.2 | 4.6  |
| 1982-83   | LAL  | 78 | 23.2 | .569 | .000 | 1.5 | 6.8 | 1.2 | 1.3 | 0.8 | 7.5  |
| 1983-84   | LAL  | 47 | 15.8 | .558 |      | 0.9 | 5.7 | 0.7 | 0.6 | 0.3 | 3.6  |
| 1984-85   | LAL  | 82 | 19.7 | .554 |      | 0.8 | 6.4 | 0.8 | 1.0 | 0.6 | 5.2  |
| 1985-86   | LAL  | 74 | 21.3 | .595 |      | 1.2 | 7.0 | 0.9 | 0.9 | 0.4 | 5.5  |
| 1986-87   | LAL  | 78 | 19.4 | .521 |      | 1.5 | 5.8 | 0.8 | 0.9 | 0.5 | 5.7  |
| 1987-88   | LAL  | 70 | 12.1 | .548 |      | 1.0 | 3.8 | 0.8 | 0.6 | 0.2 | 4.0  |
| 1988-89   | CHH  | 75 | 29.8 | .518 | .000 | 2.4 | 9.4 | 2.1 | 1.3 | 0.8 | 11.1 |
| 1989-90   | TOT  | 74 | 25.7 | .509 | .000 | 1.1 | 7.1 | 1.8 | 1.4 | 0.5 | 6.2  |
| 1989-90   | CHH  | 16 | 28.0 | .500 | .000 | 1.9 | 7.5 | 1.8 | 2.0 | 0.6 | 9.1  |
| 1989-90   | PHO  | 58 | 25.1 | .514 | .000 | 0.9 | 7.0 | 1.8 | 1.2 | 0.5 | 5.4  |
| 1990-91   | PHO  | 62 | 14.5 | .497 | .000 | 1.0 | 4.3 | 1.0 | 0.4 | 0.2 | 3.6  |
| 1991-92   | PHO  | 28 | 13.6 | .463 |      | 0.5 | 3.8 | 1.3 | 0.4 | 0.5 | 3.2  |
| 1992-93   | TOT  | 72 | 11.4 | .519 | .000 | 0.6 | 3.2 | 0.7 | 0.6 | 0.3 | 2.5  |
| 1992-93   | PHO  | 5  | 8.2  | .571 |      | 0.2 | 1.2 | 0.2 | 0.6 | 0.0 | 1.8  |
| 1992-93   | SAC  | 67 | 11.7 | .516 | .000 | 0.6 | 3.3 | 0.8 | 0.6 | 0.3 | 2.5  |
| 1993-94   | LAL  | 50 | 12.7 | .518 | .000 | 0.9 | 3.8 | 0.6 | 0.4 | 0.5 | 3.3  |
| 1994-95   | LAL  | 26 | 7.5  | .514 |      | 0.3 | 1.3 | 0.6 | 0.1 | 0.3 | 1.7  |

### Como treinador
|             |          |     |    |     |      |                            | Playoffs | Playoffs | Playoffs | Playoffs |                                 |
| Time        | Ano      | J   | V  | D   | %    | Classificação              | J        | V        | D        | %        | Resultado                       |
| ----------- | -------- | --- | -- | --- | ---- | -------------------------- | -------- | -------- | -------- | -------- | ------------------------------- |
| L.A. Lakers | 1998–99  | 37  | 24 | 13  | .649 | 2° na Divisão do Pacifico  | 8        | 3        | 5        | .375     | Perdeu nas Semi-Finais de Conf. |
| Minnesota   | 2009–10  | 82  | 15 | 67  | .183 | 5° na Divisão Noroeste     | —        | —        | —        | —        | Não se classificou aos Playoffs |
| Minnesota   | 2010–11  | 82  | 17 | 65  | .207 | 5° na Divisão Noroeste     | —        | —        | —        | —        | Não se classificou aos Playoffs |
| New York    | 2015–16  | 28  | 9  | 19  | .321 | 3° na Divisão do Atlântico | —        | —        | —        | —        | Não se classificou aos Playoffs |
| Carreira    | Carreira | 229 | 65 | 164 | .284 |                            | 8        | 3        | 5        | .375     |                                 |